# Helsingør
Helsingør (dansko: [helse̝ŋˈøɐ̯ˀ]) je mesto in občina na Danskem. Občina Helsingør je imela 1. januarja 2018 62.686 prebivalcev. Helsingør in Helsingborg na Švedskem skupaj tvorita severni del pokrajine Øresund s središčem v Københavnu in Malmöju. Trajektna pot Helsingør–Helsingborg ferry route povezuje Helsingør s Helsingborgom, 4 km čez Øresund.
Njegov grad Kronborg je uporabil William Shakespeare kot prizorišče svoje igre Hamlet.

## Zgodovina
Domneva se, da ime Helsingør izhaja iz besede hals, ki pomeni 'vrat' ali 'ozka ožina', in se nanaša na najožjo točko Øresunda (Øre Sound) med današnjim Helsingørjem in Helsingborgom na Švedskem. Ljudstvo je bilo prvič omenjeno kot Helsinger (kar lahko pomeni 'ljudstvo ožine') v Liber Census Daniæ kralja Valdemarja Zmagovitega iz leta 1231 (ne zamenjujte ga s Helsingi iz Hälsinglanda na Švedskem). Imena krajev kažejo, da so Helsingerji morda imeli svojo glavno utrdbo v Helsingborgu in utrjeno pristanišče v Helsingørju, da so nadzorovali trajektno pot čez preliv. Tradicija, ki je zlasti v 19. stoletju pojasnjevala toponime, krajevna imena, z značilnostmi pokrajine, ne izključuje nujno veliko starejše tradicije branja krajevnih imen kot istoimenskih. Čeprav je nejasen legendarni lik ali več, je Helsing precej prisoten v sledovih izgubljenih legend v skandinavskih državah.
Čeprav verjetno ni prvi Helsing, se eden od treh sinov Gandalfa Alfgeirssona (antagonista Halfdana Črnega, ki je bil oče kralja Haralda Lepolasega, napol legendarnega, zgodovinskega prvega kralja fevdalne Norveške) imenuje Helsing. Bil je brat Haka in Hysinga Gandalfsona. Tudi Helsingfors/Helsinki na Finskem in Hälsingland na Norrlandu na Švedskem omenjata Helsing kot deželo Helsingov/Helsingerjev, zaradi česar je krajinska teorija imena Helsingør manj verjetna.
Helsingør, kot ga poznamo danes, je leta 1420 ustanovil danski kralj Eric Pomorjanski. Leta 1429 je uvedel pristobino (Øresundstolden), s katero so vse tuje ladje, ki so plule skozi preliv, plačale cestnino, ki je predstavljala do dve tretjini danskega državnega dohodka. Z dohodkom je Eric zgradil grad Krogen, ki je bil v 1580-ih razširjen in preimenovan v Kronborg. Vse ladje so se morale ustaviti v Helsingøru, da so njihov tovor obdavčili in plačali dajatev danski kroni, kar je mestu ustvarilo precejšnjo trgovino. Leta 1672 je Helsingør postal tretje največje mesto na Danskem. Johan Isaksson Pontanus (Rerum Danicarum Historica, 1631) Helsingøru pripisuje dolgo in delno izmišljeno zgodovino.
Pristojbine so bile odpravljene leta 1857 s Københavnsko konvencijo, v kateri so se vse pomorske države strinjale, da bodo plačale enkratno pristojbino.
Najstarejša znana utrjena stavba Helsingørja je Flynderborg, zgodnjesrednjeveška trdnjava na hribu južno od srednjeveškega mesta.
Okoli leta 1200 je bila zgrajena prva cerkev, cerkev svetega Olafa.
Cerkev je nekoč obkrožalo več samostanov, zdaj pa je ostala le cerkvena stavba, danes stolnica škofije Helsingør. Najstarejši deli stolnice v Helsingørju segajo v 13. stoletje in kažejo, da je ribiška vas, kakršna je bila takrat, zrasla v pomembno mesto.
Med drugo svetovno vojno je bil Helsingør med najpomembnejšimi prometnimi točkami za reševanje danskega judovskega prebivalstva med holokavstom. Adolf Hitler je ukazal, da je treba vse danske Jude aretirati in deportirati v koncentracijska taborišča na Roš HaŠano, judovsko novo leto, ki je padlo 2. oktobra 1943. Ko je Georg Ferdinand Duckwitz, diplomatski ataše nacistične Nemčije na Danskem, prejel sporočilo ukaza 28. septembra 1943 in ga je delil s političnimi voditelji in voditelji judovske skupnosti. Z imenom Elsinore Sewing Club (dansko Helsingør Syklub) kot krinko za sporočila je dansko prebivalstvo oblikovalo nekakšno podzemno železnico, ki je Jude preselila stran od pozorno nadzorovanih dokov v Københavnu v bolj oddaljena mesta, zlasti v Helsingør, le dve milji čez Øresund v Helsingborg na nevtralnem Švedskem. Na stotine civilistov je svoje danske judovske sodržavljane skrivalo v svojih hišah, podstrešjih kmetij in cerkvah, dokler jih niso lahko vkrcali na danske ribiške čolne, osebne čolne za razvedrilo in trajekte. V treh nočeh so Danci pretihotapili več kot 7200 Judov in 680 Nejudov (družinskih članov Judov ali političnih aktivistov) čez Øresund na varno v Helsingborg in Malmö na Švedskem.

## Transport
Avtomobilska trajektna linija med Helsingørjem in Helsingborgom v Skaniji na Švedskem je najbolj obremenjena na svetu z več kot 70 odhodi v vsako smer vsak dan. Pot je znana kot HH Ferry route in je skozi zgodovino plulo več ladijskih linij. Trajektni terminal je povezan z glavno mestno železniško postajo. S postaje vozijo vlaki v København vsakih 20 minut. Vlaki vozijo tudi v Hillerød in Gilleleje. V mestu in povezanih predmestjih je še šest postaj ali postajališč vlaka. Poleg postaje Helsingør in trajektnega terminala tudi postaje Snekkersten, postaje Espergærde, postaje Mordrup in vlak se ustavi na progi do Gilleleje, Grønnehave, Marienlyst in Højstrup. Avtocesta E47 proti Københavnu se začne tik izven meja mesta. Mesto in okolica imata tudi mrežo lokalnih in regionalnih avtobusov.
Švedsko mesto Helsingborg leži na kratki razdalji čez Øresund od Helsingørja, približno 4 km. Evropska pot E55 povezuje obe mesti; trajekti povezujejo obe strani.

## Industrializacija
Celo stoletje je bila ladjedelnica Helsingør Værft ali Elsinore pomembna znamenitost, ki je pokrivala celotno območje med mestom in gradom Kronborg. Ustanovljena je bila leta 1882. Na vrhuncu leta 1957 je imela 3600 zaposlenih. Zadnja ladja je ladjedelnico zapustila leta 1983 in se je istega leta zaradi velikih izgub zaprla.
Pivovarna Wiibroe, ustanovljena leta 1840, je bila druga pivovarna na Danskem, ki je pošiljala ustekleničeno pivo, le tri leta po Carlsbergu. Zadnje pivo je bilo zvarjeno v Wiibroe v Helsingørju leta 1998. Carlsberg še naprej vari pivo pod oznako Wiibroe Årgangsøl.

## Postindustrializacija
Po koncu industrijske dobe se je mesto Helsingør moralo na novo opredeliti in je pripravilo ambiciozen projekt: Kulturhavn Kronborg, dobesedno kulturno pristanišče Kronborg. Uradno se je odprlo 26. maja 2013, namenjeno turistom, ki jih zanima kultura. Glavna znamenitost Kulturhavn Kronborg je grad Kronborg, ki je na Unescovem seznamu svetovne dediščine. Poleg zgodovinskih zanimivosti kraja se od leta 1937 na njegovem dvorišču vsako leto uprizarja igra Williama Shakespeara Hamlet. Obstaja dolgoletna tradicija uprizarjanja drame v angleščini, med pomembnimi igralci v naslovni vlogi pa so bili Laurence Olivier, John Gielgud, Christopher Plummer, Derek Jacobi in leta 2009 Jude Law. V osrčju Kulturhavn Kronborg leži kulturværftet ali kulturno dvorišče, nov kulturni center in javna knjižnica v starem pristanišču. Odprli so ga leta 2010. V nekdanjem suhem doku je danes Danski pomorski muzej.
V središču pristaniškega bazena stoji skulptura iz poliranega jekla Han (He) umetniškega dvojca Elmgreen in Dragset, ki jo je leta 2012 naročilo mesto Helsingør. Junija 2012 jo je slovesno odprl takratni minister za kulturo Uffe Elbæk. Je obravnavan kot nasprotnik (in celo mlajši brat) svetovno znanega kipa Male morske deklice Edvarda Eriksena v Københavnu in je med domačini povzročil tako pohvale kot proteste.

## Glasba
Dieterich Buxtehude organist in skladatelj baročnega obdobja. Rodil se je kot Diderich Buxtehude domnevno v Helsingborgu, od leta 1660 do 1668 je služil kot organist v Helsingørju kot njegov oče, ki je bil organist v katedrali sv. Olafa.
Skladbe in slog Didericha Buxtehudeja so pomembno vplivali, med drugim na njegovega učenca Johanna Sebastiana Bacha.

## Arhitektura
Novi Danski pomorski muzej je zasnoval danski nagrajeni arhitekt Bjarke Ingels Group (BIG).
Jørn Utzon je v mladosti živel v Helsingørju, ker je bil njegov oče inženir pri Helsingør Værftu. Utzon je v mestu zasnoval The Kingo Houses (1956–60) in The Hammershøj Care Center (1962). Projekt je dokončal Birger Schmidt (1966), potem ko se je Utzon preselil v Sydney, da bi delal v Sydneyjski operni hiši.

## V popularni kulturi
- Igra Williama Shakespeara Hamlet (od koder izhaja angleški črkovalni izraz Elsinore) se večinoma dogaja na gradu Kronborg v Helsingøru.
- V komediji Strange Brew iz leta 1983, ki ohlapno temelji na Hamletu, protagonisti dobijo službo v pivovarni Elsinore.
- V Patricka O'Briana Aubrey–Maturin series Helsingør strelja minometne granate na junake v sedmi knjigi, The Surgeon's Mate, ko plujejo mimo po njuni poti do srečanja v Baltiku.
- V drugem poglavju romana Philipa Rotha Naša tolpa (1971) poskuša Trick E. Dixon v izmišljenem govoru zahtevati Helsingør kot ZDA- ozemlje in skuša občinstvo prepričati, da zavzame območje
- V romanu Bret Easton Ellisa Lunar Park se ulica, na kateri živi lik Bret Easton Ellis s svojimi preganjajočimi težavami med očetom in sinom, imenuje Helsingør Lane.
- Več zgodb, ki jih je napisala danska avtorica Karen Blixen (ali Isak Dinesen), se dogaja v Helsingøru, vključno z Večerjo v Elsinorju v njenem prvem objavljenem zborniku zgodb, Sedem gotskih zgodb.
- Znana pesem portugalskega nadrealističnega pesnika Mária Cesarinyja se imenuje Dobrodošli v Helsingørju.
- Otroški pisatelj Richard Scarry je v knjigi Busy, Busy World Helsingør prikazal kot grad na Danskem.
- Indie-rock skupina [The Essex Green] je posnela pesem z naslovom Elsinore za svoj album iz leta 2006 Cannibal Sea.
- V romanu Davida Brina Poštar je v prvem poglavju prikazana prikazen, ki se prikaže protagonistu Gordonu Krantzu. Opisan je kot elsinorska figura in Gordona pozdravi z »Ojoj, ubogi Gordon!«, kar je aluzija na Hamleta.
- Nadrealistični umetnik René Magritte ima sliko, poimenovano po mestu, ki prikazuje grad, ki je morda oblikovan po gradu Elsinore.
- Detektivska igra The Sommerdahl Murders je postavljena v Helsingør